# GEA Group

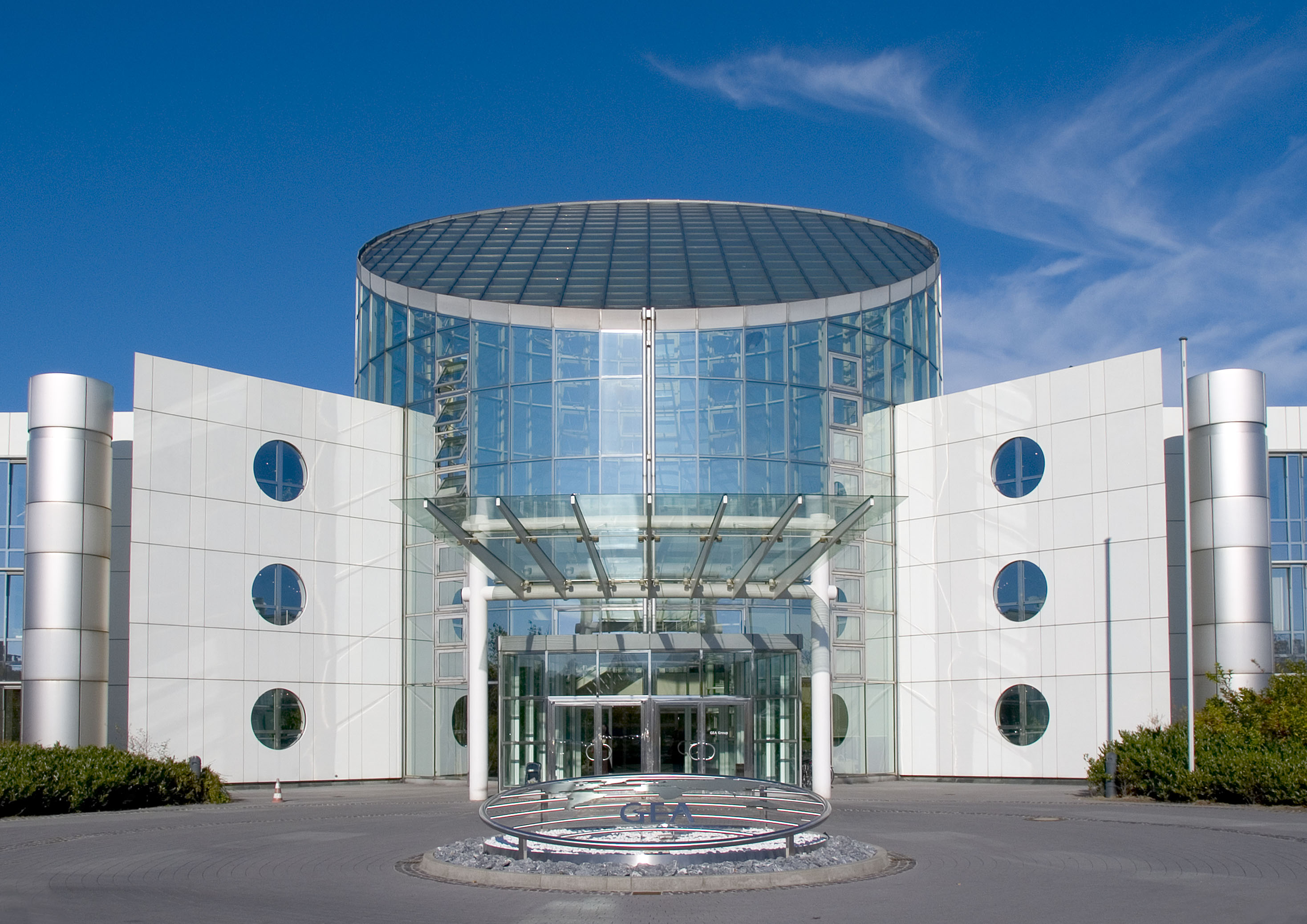
Das ehemalige GEA Center in Bochum

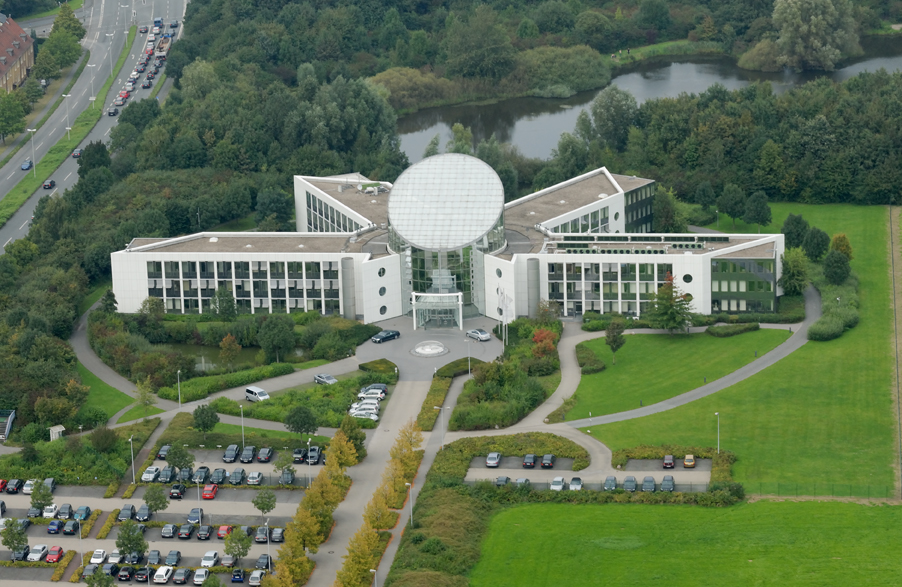
Luftbild des ehemaligen GEA Center (Bochum)

Die GEA Group Aktiengesellschaft (bis 2000 Metallgesellschaft, 2000 bis 2005 mg technologies) ist die Konzernobergesellschaft der GEA Group, einem börsennotierten Industriekonzern mit Sitz in Düsseldorf. Die GEA Group ist im MDAX notiert.
Zu dem Konzern gehören weltweit mehr als 250 operative Tochtergesellschaften, die Prozesstechnik und Komponenten für unterschiedliche Produktionsprozesse vor allem in den Industriebereichen Nahrungsmittel und Getränke liefern.
Der Konzern ist aus der Metallgesellschaft hervorgegangen, einem 1881 von Wilhelm Merton in Frankfurt am Main gegründeten Unternehmen für Rohstoffhandel, Metallurgie und Anlagenbau. Von 1990 bis 1996 war die Metallgesellschaft im DAX vertreten. 1999 übernahm die Metallgesellschaft die Mehrheit an dem 1920 in Bochum gegründeten Anlagenbauer GEA (Gesellschaft für Entstaubungsanlagen). Nach verschiedenen Restrukturierungen firmierte der Konzern 2005 in GEA Group Aktiengesellschaft um und verlegte seinen Sitz nach Bochum. Seit 2011 hatte das Unternehmen seinen Hauptsitz in der Airport City in Düsseldorf, seit August 2025 sitzt das Unternehmen an der Ulmenstraße 88 in Düsseldorf-Derendorf, auf dem historischen Standort der „Ulmer Höh“.

## Geschichte

### Geschichte der Metallgesellschaft

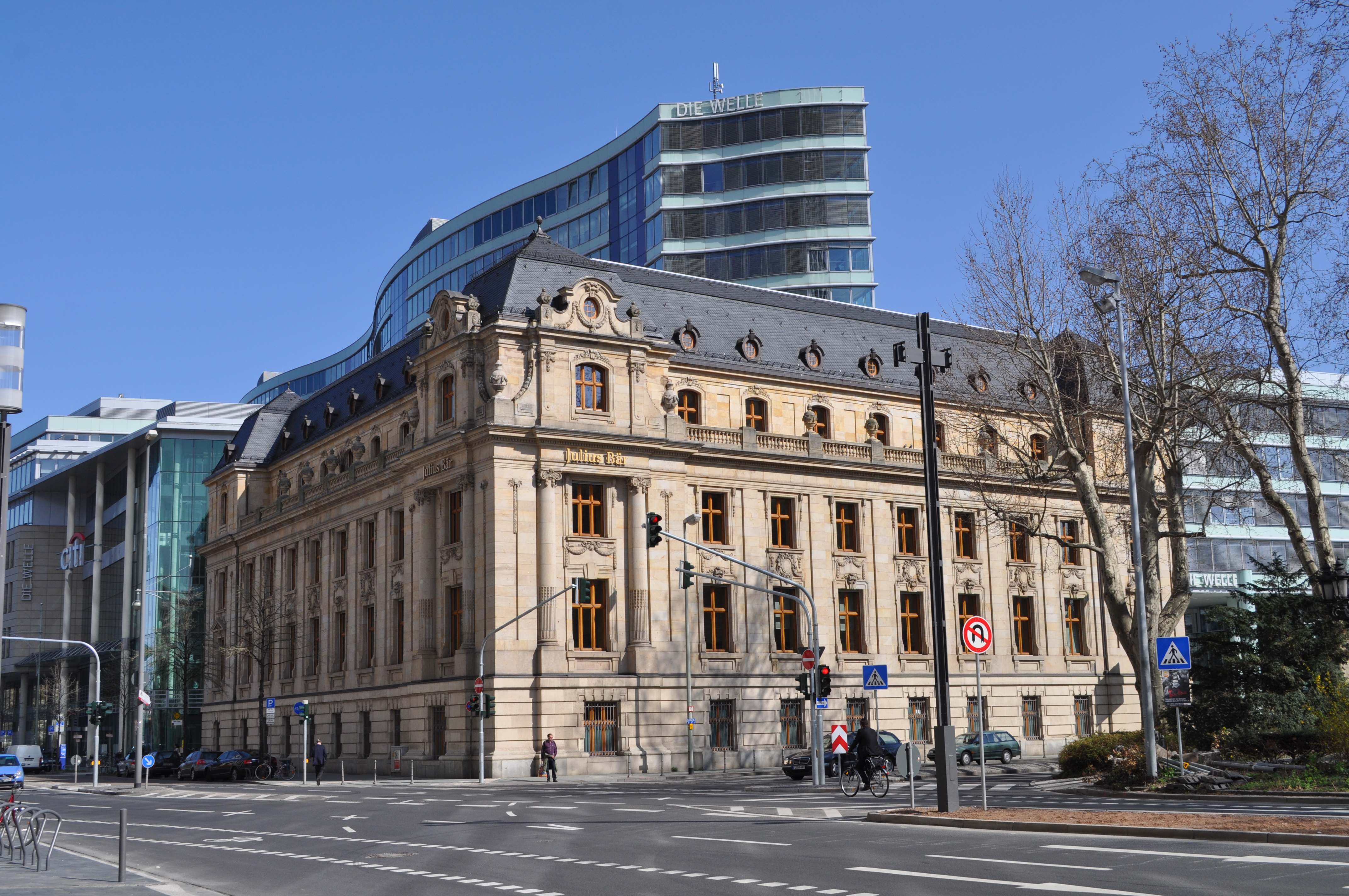
Reuterweg 14, Sitz der Metallgesellschaft von 1905 bis 1994

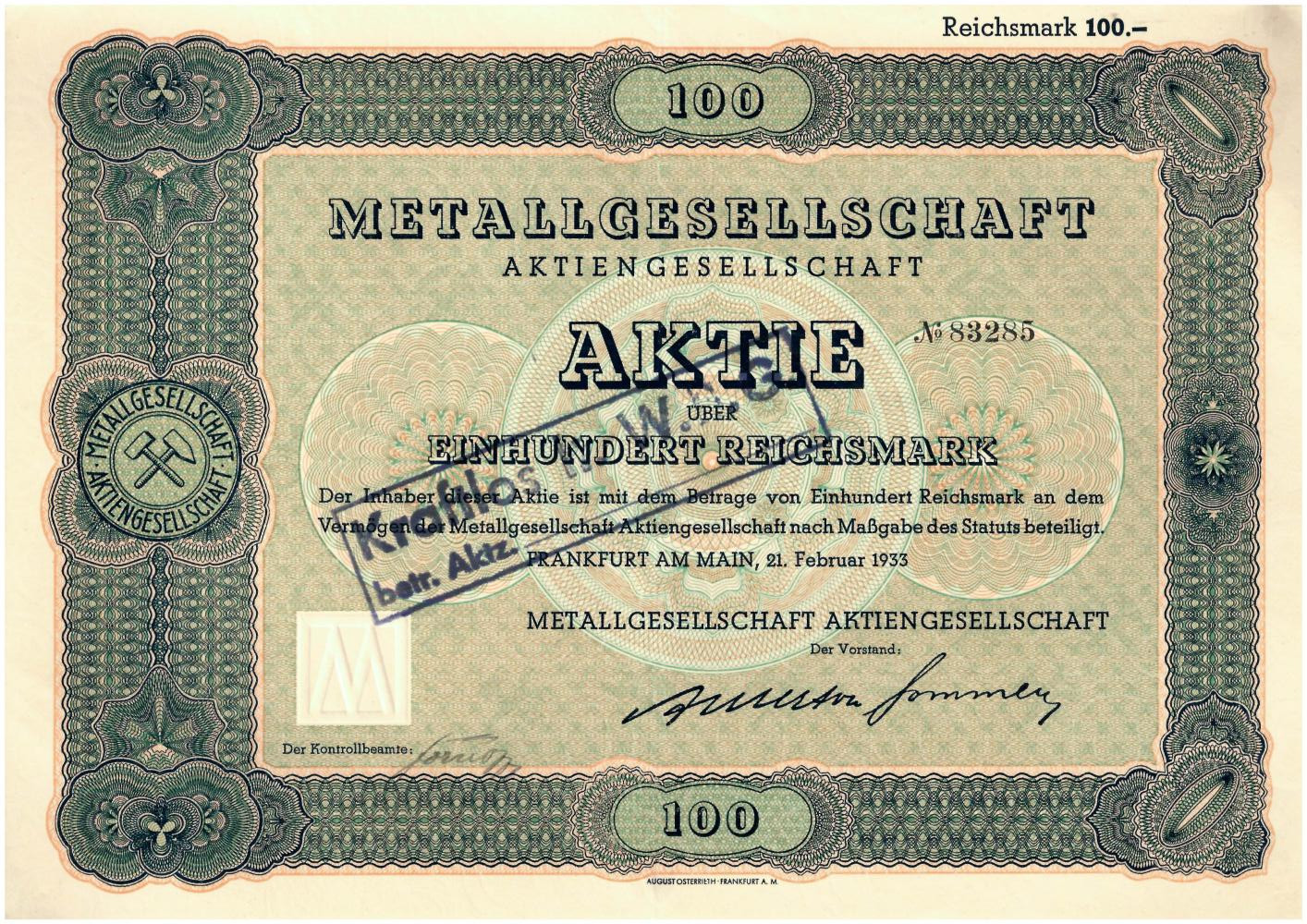
Aktie über 100 RM der Metallgesellschaft AG vom 21. Februar 1933

Die Metallgesellschaft wurde 1881 in Frankfurt am Main von Wilhelm Merton zusammen mit Leo Ellinger (geboren am 21. November 1852 in Frankfurt am Main; gestorben am 16. Juli 1916 ebenda), Zachary Hochschild und Carl Hamburger gegründet und bis zum Ersten Weltkrieg zu einem weltweit tätigen Konzern mit den Schwerpunkten Rohstoffhandel und Bergbau ausgebaut. 1897 gründete die Metallgesellschaft die Metallurgische Gesellschaft (ab 1919 Lurgi) für den Anlagenbau zur Aufbereitung von Erzen und zur Gewinnung von enthaltenen Nichteisenmetallen. 1902 traten Mertons Söhne Alfred und Richard Merton in die Leitung des Unternehmens ein.
Aufgrund ihrer zahlreichen Beteiligungsgesellschaften in allen wichtigen Industrieländern kontrollierte die Metallgesellschaft in Verbindung mit der konzerneigenen Berg- und Metallbank einen erheblichen Teil des weltweiten Metallhandels, vor allem mit Buntmetallen. 1913 griff der Wirtschaftswissenschaftler Robert Liefmann Merton deswegen öffentlich an. Lenin benutzte Liefmanns Organigramm der Metallgesellschaft zur Darstellung der weltweiten Verflechtungen des Monopolkapitalismus.
Der Erste Weltkrieg traf das Unternehmen, in dessen denkmalgeschütztem Frankfurter Stammhaus einmal der tägliche Weltkupferpreis festgelegt wurde, sehr hart – es verlor einen großen Teil seiner ausländischen Beteiligungen. 1917, nach Wilhelm Mertons Tod, übernahm Richard Merton den Vorsitz des Aufsichtsrates.
Nach dem Wegbruch der ausländischen Rohstoffbasis wandte sich die Metallgesellschaft zunächst dem inländischen Verarbeitungssektor zu. Zu ihren bereits vor dem Ersten Weltkrieg bestehenden Beteiligungen an der Norddeutschen Affinerie, den Heddernheimer Kupferwerken und der Duisburger Metallhütte übernahm sie 1921 die Hans-Heinrich-Hütte in Langelsheim und begann die Produktion von Lithiumverbindungen. In den 1920er Jahren stieg das Unternehmen mit der Übernahme der Unterweser Reederei und der Lehnkering zusätzlich ins Reedereigeschäft ein. 1924 wurde die Metallgesellschaft Mehrheitseigner des Metallverarbeiters Kolbenschmidt in Neckarsulm. 1926 übernahm sie die Mehrheit an der Sachtleben AG für Bergbau und Chemische Industrie in Köln. 1930 konsolidierte die Metallgesellschaft ihre Beteiligungen an den Heddernheimer Kupferwerken in den Vereinigten Deutschen Metallwerken, die ihren Sitz am Produktionsstandort in Frankfurt-Heddernheim nahmen. Mit weiteren Produktionsstätten in Altena, Duisburg. Gustavsburg, Köln, Mannheim, Nürnberg und Werdohl wurde VDM zum größten Hersteller von Roh-, Halb- und Fertigerzeugnissen aus Nichteisenmetallen und -Legierungen.
Alfred und Richard Merton wurden wegen ihrer jüdischen Herkunft von den Nationalsozialisten aus allen öffentlichen Ämtern vertrieben. Alfred emigrierte 1934 in die USA, Richard wurde während der Novemberpogrome 1938 im KZ Buchenwald inhaftiert. Sein Privatvermögen wurde konfisziert, er selbst konnte mit seiner Familie 1939 nach London fliehen. Festgenommen wurden im September 1938 die Direktoren Alfred Petersen und Hermann Schmidt-Fellner, letzterer kam 1940 im Konzentrationslager Mauthausen um. In der Folge setzte das Deutsche Reich im Rahmen der Arisierung einen Staatskommissar als Vorstandsvorsitzenden des kriegswirtschaftlich bedeutsamen Unternehmens ein.
1946 beteiligte sich die Metallgesellschaft an der Gründung der deutschland- und weltweit beachteten Frankfurter Trümmerverwertungsgesellschaft, die von 1949 bis 1960 in der Aufbereitungs- und Verwertungsanlage für Trümmerschutt in Frankfurt-Bornheim Baumaterial für den Wiederaufbau von rund 100.000 in den Luftangriffen auf Frankfurt zerstörten Gebäuden herstellte.
1947 stellte der OMGUS-Report fest, dass die Metallgesellschaft nicht Nutznießer der Kriegswirtschaft war. Der verantwortliche US-Ermittler betonte auch, dass das Unternehmen weder KZ-Arbeiter beschäftigte noch sich gezielt an der Kriegsmaschinerie beteiligte. Die Produktionsstätten des Unternehmens blieben von Bombardierungen während des Zweiten Weltkriegs nicht verschont, konnten aber schon bald nach Kriegsende die Arbeit wiederaufnehmen. Durch den Verlust der Ostgebiete brach dem Konzern jedoch ein wichtiger Rohstoffmarkt weg.
Richard Merton kehrte 1948 aus dem Exil nach Frankfurt zurück und wurde Aufsichtsrat der Gesellschaft. Der wachsende Rohstoffbedarf während der Nachkriegszeit führte zunächst zu einer Belebung des Handelsgeschäftes. In den 1950er und 1960er Jahren wurde der Anlagenbau zu einem weiteren Schwerpunkt der Geschäftstätigkeit neben Handel und Produktion. In der weiteren Nachkriegszeit entwickelte sich das Unternehmen zu einem Konglomerat, das in einer Vielzahl von Branchen investierte und wuchs.
1965 erwirtschaftete der Konzern einen Umsatz von rund 3,1 Milliarden DM und beschäftigte 30.700 Mitarbeiter.
Im Andenken an den Firmengründer errichtete die Metallgesellschaft anlässlich ihres hundertjährigen Firmenjubiläums die Wilhelm-Merton-Stiftung. 1990 beschäftigte die Metallgesellschaft 31.700 Mitarbeiter und erzielte einen Jahresumsatz von 19,8 Milliarden DM. 1990 wurde die Metallgesellschaft in den DAX aufgenommen, aus dem sie 1996 zugunsten der Telekom wieder ausschied. 1991 übernahm die Metallgesellschaft die Feldmühle Nobel AG und gliederte deren Chemie- und Technikbereiche als Dynamit Nobel und Buderus in den Konzern ein, während die Papierfabrikation an die schwedische Stora-Gruppe weiterverkauft wurden.

### Geschichte der ursprünglichen GEA
Im Jahr 1920 wurde in Herne/Bochum von Otto Happel sen. die Gesellschaft für Entstaubungsanlagen (GEA) gegründet. Relativ schnell kam zu dem Geschäft mit Luftfilteranlagen auch der Bereich Wärmetauscher in das Produktportfolio des Unternehmens. Das ovale Rippenrohr sowie die Technologie der Luftkühlung machten die GEA unter der Führung von Otto Happel, Sohn des Firmengründers, schließlich in diesem Industriezweig weltweit bekannt. Im Jahr 1989 ging das Unternehmen an die Börse. Es folgten speziell in der ersten Hälfte der 90er Jahre verschiedene größere Akquisitionen wie Grasso, Niro, Westfalia Separator oder auch Tuchenhagen. 1995 erwirtschaftete das Unternehmen mit 17.000 Mitarbeitern einen Umsatz von rund zwei Mrd. EUR. 1999 wurde die GEA AG schließlich durch die Übernahme seitens der Metallgesellschaft zu einem Teilkonzern des Frankfurter Unternehmens und Happel ein bedeutender Aktionär der Metallgesellschaft mit einem 10%-Anteil.

### Untergang der alten Metallgesellschaft
Das Unternehmen geriet durch Öltermingeschäfte des Vorstandsvorsitzenden Heinz Schimmelbusch, verstärkt durch öffentlich ausgetragene Streitigkeiten mit dem Vorsitzenden des Aufsichtsrats, Ronaldo Schmitz, 1993 an den Rand der Zahlungsunfähigkeit. Schmitz entließ sowohl Schimmelbusch als auch den Finanzvorstand Meinhard Forster und löste die Termingeschäfte mit hohem Verlust auf. Zum neuen Vorstandsvorsitzenden wurde Karl-Josef Neukirchen berufen. Kritiker, wie beispielsweise im Buch Der Machtkampf, bemängeln, dass Schmitz sich bei der Krisenbewältigung von persönlichen Animositäten habe leiten lassen und beim Krisenmanagement vor allem zum Wohle der Deutschen Bank und nicht zum Wohle der Metallgesellschaft gehandelt habe. Darüber hinaus seien die Verluste erst durch die Auflösung der Termingeschäfte entstanden – Schmitz und seine Berater hätten schlicht das Geschäft nicht verstanden, eine Meinung, die bis heute von Kritikern vertreten wird. Dieser Sichtweise widerspricht aber ein zur Thematik angefertigtes Sondergutachten, das Schimmelbusch und Forster mit dem Desaster belastet. 1997 einigte sich die Metallgesellschaft mit den beiden ehemaligen Vorständen in einem Vergleich.

### Restrukturierung und Neuausrichtung

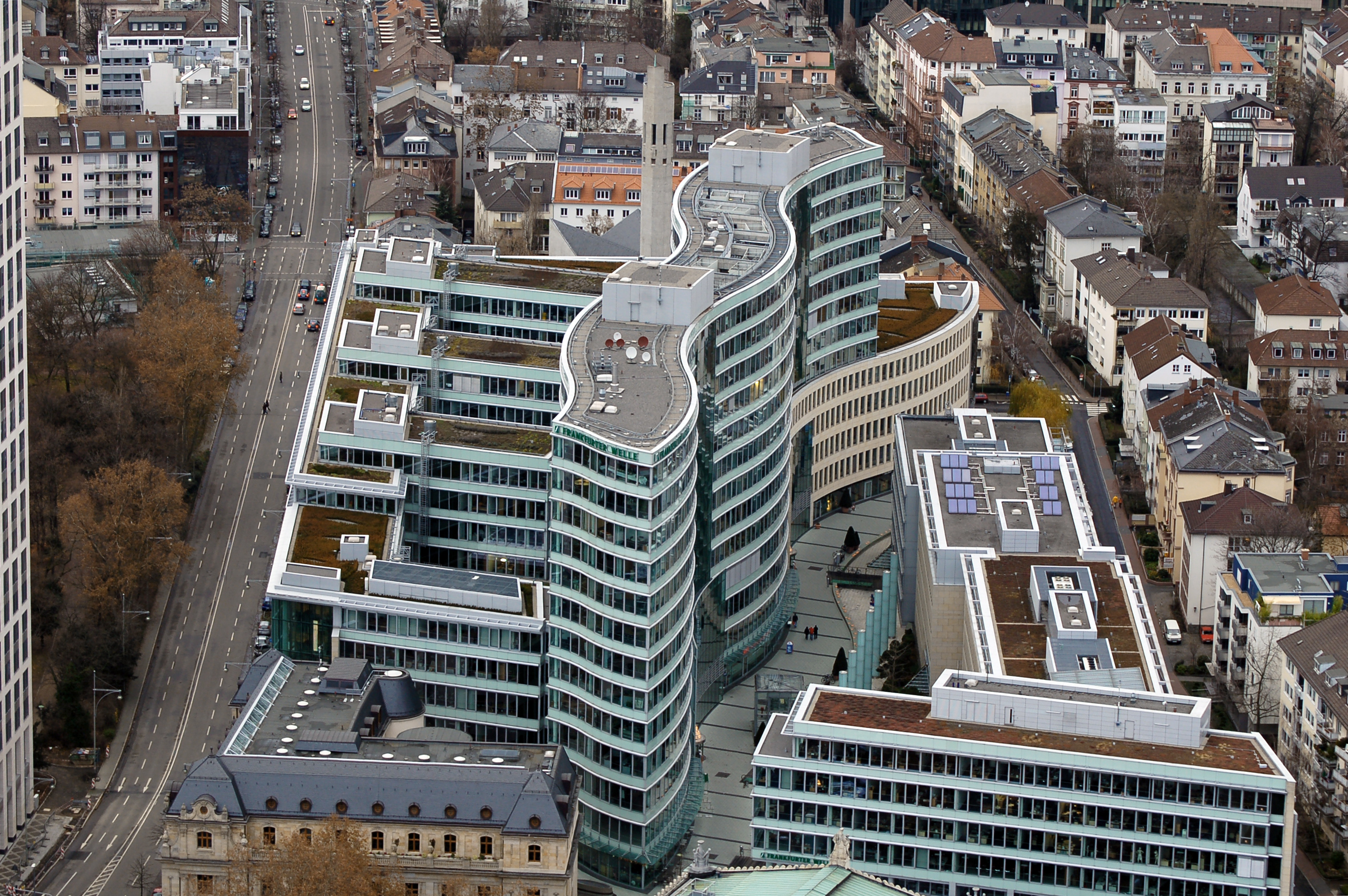
Auf dem ehemaligen Gelände der Metallgesellschaft im Frankfurter Westend entstand 1998 bis 2003 Die Welle

Neukirchen richtete das angeschlagene Unternehmen neu aus, von den zuvor über 700 Tochterunternehmen blieben nach umfassender Restrukturierung lediglich 380 übrig, der Konzern konzentrierte sich auf seine vier Kernbereiche Handel, Anlagenbau, Chemie und Bautechnik. Die „eigentliche“ Metallgesellschaft wurde zu einer Holding umgewandelt, die die vier Tochtergesellschaften führte. Die Chemieaktivitäten waren fortan in der Dynamit Nobel konsolidiert, der Anlagenbau in der Lurgi. 1994 verkaufte das Unternehmen seinen 25.000 Quadratmeter großen Stammsitz im Frankfurter Westend und bezog ein Bürogebäude in der Bockenheimer Landstraße. In den Folgejahren versuchte das Unternehmen, die vier Bereiche durch gezielte Zukäufe strategisch zu stärken.
1999 trennte sich die Metallgesellschaft von den Geschäftsbereichen Gebäudetechnik (mg building systems) und dem Metallhandel. Übrig blieben die Bereiche Engineering und Chemie. Mit der Trennung vom Rohstoffbereich beschloss die Hauptversammlung im Februar 2000 eine Umbenennung der Metallgesellschaft in mg technologies.
2003 geriet das Unternehmen wegen Schwierigkeiten im Großanlagenbau erneut in eine Krise. Der Vorstandsvorsitzende Neukirchen musste einen gravierenden Stellenabbau ankündigen, die mg-Aktie verlor massiv an Wert. Daraufhin verdoppelte der ehemalige Altaktionär der ursprünglichen GEA, Otto Happel, seinen Aktienanteil auf 20 % und zwang Neukirchen, dem er außerdem Bilanzfälschung vorwarf, zum Rücktritt. Der neue Vorstandsvorsitzende Udo Stark bewirkte abermals eine Kurskorrektur – statt der „Zwei-Säulen-Strategie“ konzentrierte sich das Unternehmen seitdem auf den Spezialmaschinenbau mit dem Schwerpunkt Prozesstechnik und Komponenten sowie auf den Anlagenbau. Das Chemiegeschäft mit den Teilkonzernen Dynamit Nobel und Solvadis wurde für rund zwei Milliarden Euro verkauft, um damit die hohe Verschuldung drastisch zu reduzieren.
Auch mit dem von ihm selbst inthronisierten Vorstandschef Stark war Happel schließlich unzufrieden und zwang auch diesen zum Rücktritt. Im November 2004 wurde schließlich Jürg Oleas als Vorstandschef bestellt, der 2019 von dem heutigen CEO Stefan Klebert abgelöst wurde. Unter Oleas’ Führung wurde die Firmenstrategie geändert und der verlustreiche Anlagenbau zur Disposition gestellt. Dieser bestand im Wesentlichen aus der wieder profitablen Lurgi Group, die 2007 an Air Liquide für einen Preis von 200 Mio. Euro verkauft wurde, und dem hoch defizitären Anlagenbauer Lentjes, der für den symbolischen Preis von einem Euro an die österreichische A-Tec Industries ebenfalls noch 2007 abgegeben wurde.

### Umfirmierung und Verlegung des Unternehmenssitzes
Unterdessen wurden die restlichen Aktionäre der GEA AG durch einen Squeeze-out 2004 abgefunden und die mg technologies mit der nunmehr 100%igen Tochter GEA AG 2005 verschmolzen. Die mg technologies wurde daraufhin in GEA Group AG umbenannt und der Unternehmenssitz von Frankfurt nach Bochum, dem Stammsitz der alten GEA AG, verlegt.
Durch diese Umstrukturierungen erholte sich der Aktienkurs der GEA Group und Otto Happel verkaufte schließlich seinen 20 %-Anteil im März 2006.
Im Juni 2010 beschloss der Aufsichtsrat, die Verwaltung bis 2011 nach Düsseldorf zu verlegen. Dort wurden Büros in der Airport City gemietet. Der Umzug der Holding nach Düsseldorf wurde von der Hauptversammlung im Jahr 2011 bestätigt.

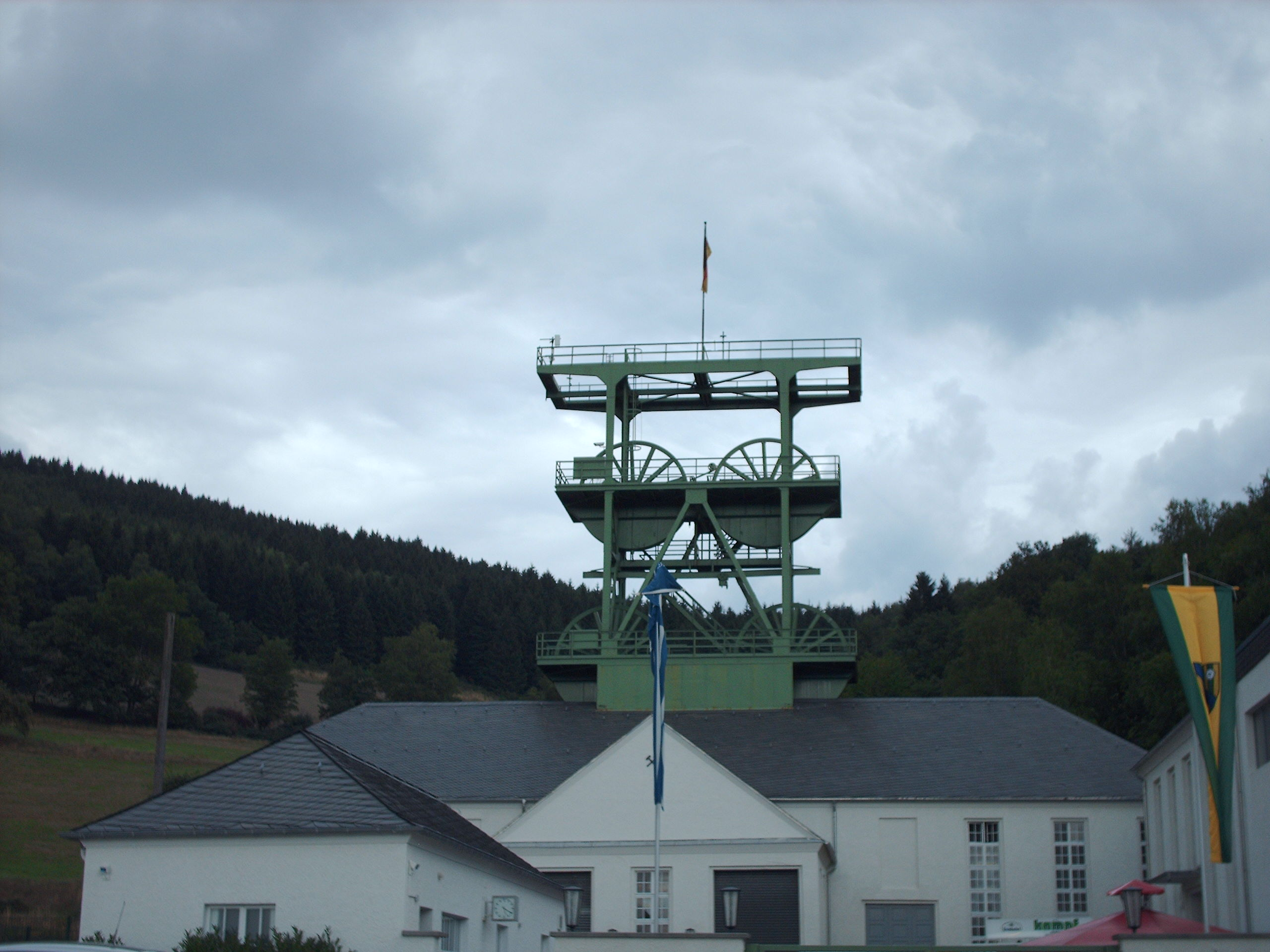
Fördergerüst im Bergbaumuseum Siciliaschacht

Belastungen aus früheren Aktivitäten traten auf. Aus dem ehemaligen Schwefelkiesbergwerk bei Meggen, das zuletzt von der Metallgesellschaft betrieben wurde, tritt seit der Stilllegung schwermetallhaltiges Grubenwasser aus. Die Kosten der Aufbereitung muss die GEA Group als Rechtsnachfolgerin der Metallgesellschaft als Ewigkeitskosten tragen. Diese bergrechtliche Auflage wurde zuletzt am 26. Januar 2012 vom Oberverwaltungsgericht Nordrhein-Westfalen bestätigt. Eine Revision wurde nicht zugelassen.

## Struktur der GEA Group
Das ehemalige Geschäft Großanlagenbau wurde im Jahr 2007 veräußert:
- Lurgi April 2007 verkauft an Air Liquide
- Lentjes Mai 2007 verkauft an A-Tec Industries
- Zimmer 2006 integriert in Lurgi und zum 1. Januar 2015 verkauft an Technip,[9] heute TechnipFMC.
- Fleissner 2006 verkauft

GEA Brewery Systems entstand 2009 aus der Fusion von Huppmann und Tuchenhagen Brewery Systems. Mit Wirkung zum 1. Januar 2010 wurde das Geschäft der GEA Group in fünf neue Segmente umgegliedert, ohne dass sich das Portfolio des Konzerns insgesamt geändert hat. Zum 24. März 2011 wurde mit der Übernahme der niederländischen Convenience Food Systems (CFS) mit Sitz in Bakel ein weiteres Segment hinzugefügt. Dieses Segment wurde 2012 in „GEA Food Solutions“ umbenannt und im Jahr 2014 mit dem Segment GEA Mechanical Equipment zusammengelegt.
Die Segmente waren:
- GEA Farm Technologies: Integrierte Produktlösungen und Tierhygieneprodukte für die Milchproduktion, wie z. B. Melktechnik, Stalleinrichtungen, Fütterungssysteme und Gülletechnologie.
- GEA Mechanical Equipment: Fertigung u. a. von Pumpen, Separatoren, Dekantern sowie Prozesstechnik zur sekundären Lebensmittelverarbeitung und -verpackung (vormals: GEA Convenience-Food Technologies).
- GEA Process Engineering: Entwicklung von Prozesslösungen für Nahrungsmittel- sowie pharmazeutische und chemische Industrie, z. B. aseptische Abfüllanlagen oder Brauereitechnik.
- GEA Refrigeration Technologies: Industrielle Kältetechnik.[11]

Der Verkauf des Segments GEA Heat Exchangers an den Finanzinvestor Triton Partners wurde im April 2014 bekanntgegeben. Im Jahr 2014 verkündete der Düsseldorfer Maschinenbauer das Programm „Fit for 2020“. Der Konzern integrierte die bisherigen Segmente und organisiert sich mittlerweile nach zwei Geschäftsbereichen („Equipment“ und „Solutions“).